# Devine (Teksas)
Devine je grad u američkoj saveznoj državi Teksas. Prema popisu stanovništva iz 2010. u njemu je živjelo 4.350 stanovnika.